# Valle de Huyaqui
Valle de Huyaqui är en ort i Mexiko.   Den ligger i kommunen Guasave och delstaten Sinaloa, i den västra delen av landet, 1 200 km nordväst om huvudstaden Mexico City. Valle de Huyaqui ligger 6 meter över havet och antalet invånare är 245.
Terrängen runt Valle de Huyaqui är mycket platt. Runt Valle de Huyaqui är det ganska glesbefolkat, med 43 invånare per kvadratkilometer. Närmaste större samhälle är La Brecha, 9,1 km väster om Valle de Huyaqui. Trakten runt Valle de Huyaqui består till största delen av jordbruksmark.